# Norman Lloyd
Norman Lloyd (Pottsville, 8 november 1909 – Greenwich, 30 juli 1980) was een Amerikaans componist, muziekpedagoog, dirigent, pianist en musicoloog. 

## Levensloop
Lloyd studeerde muziek aan de New York-universiteit en behaalde zijn Bachelor of Arts en zijn Master of Science (1936) aldaar. Hij werd docent aan het Sarah Lawrence College in Bronxville tot 1945. Van 1946 tot 1949 was hij directeur van de Juilliard School of Music in New York, waar hij de faculteit voor dans opende. Vervolgens werd hij decaan van het bekende Oberlin Conservatory of Music in Oberlin. In 1965 werd hij tot director voor het kunstprogramma van de Rockefeller Foundation benoemd.
Verder was hij als componist en dirigent verbonden aan de Bennington School of the Dance in Bennington waar de bekende choreografen Hanya Holm, Doris Humphrey, Martha Graham en José Limón werkten. Samen met zijn echtgenote Ruth Lloyd begeleidde hij de compagnies vierhandig aan de piano. 
Als componist schreef hij werken voor verschillende genres. 

## Composities

### Werken voor orkest
- 1967 Night mist, voor strijkorkest

### Werken voor harmonieorkest
- 1962 Walt Whitman overture
- 1976 Rememories
  1. Celebration
  2. Heartsong and Hymn
- An American Sampler

### Muziektheater

#### Ballet
| Voltooid in | titel         | aktes    | première                                                 | libretto                                                                                             | choreografie   |
| ----------- | ------------- | -------- | -------------------------------------------------------- | --- | -------------- |
| 1935        | Panorama      | 3 aktes  | 14 augustus 1935, Bennington (Vermont)                   | | Martha Graham  |
| 1937        | Opening Dance |          | 30 juli 1937, Burlington, Bennington School of the Dance | | Martha Graham  |
| 1944        | Inquest       |          | 5 maart 1944, New York, Humphrey-Weidman Studio          | | Doris Humphrey |
| 1946        | Lament        |          |                                                          | Doris Humphrey, gebaseerd op Frederico García Lorca "Lament for the death of Ignacio Sanchez Mejias" | Doris Humphrey |
| 1951        | Restless Land | 6 scènes | 30 april 1951, Atlantic City                             | | Martha Hill    |

### Vocale muziek

#### Werken voor koor
- Nocturne for Voices, voor gemengd koor

#### Liederen
- 1949 La Malincha - dance for José Limón, voor sopraan, trompet, slagwerk en piano
- 1960 Songs of the Gilded Age, voor zangstem, gitaar en piano

### Kamermuziek
- 1952 Three pieces, voor viool en piano

### Werken voor piano
- 1947 Fireside Book of Folk Songs
- 1957 Favorite Christmas carols - fifty-nine Yuletide songs both old and new
- 1960 Accompaniments for the modern dance - technique and rhythm studies
- 1963 Five pieces for dance
- 1963 Three scenes from memory
- 1964 Episodes
- 1964 Sonate

### Werken voor slagwerk
- 1968 Night piece

### Filmmuziek
- 1944 Valley of the Tennessee
- 1955 Mike Makes His Mark
- 1955 Japanese House (televisie)
- 1956 Moment in Love

## Publicaties
- samen met Ruth Lloyd en Jan De Gaetani: The complete sightsinger : a stylistic and historical approach, New York: Harper & Row, 1980. 385 p., ISBN 978-0-060-44062-6
- samen met Ruth Lloyd: Creative keyboard musicianship : fundamentals of music and keyboard harmony through improvisation, New York : Dodd, Mead, 1975. 326 p., ISBN 978-0-396-06754-2
- The Golden Encyclopedia of Music, New York: Golden Press, 1968. 720 p. ISBN 0-307-49519-1; ook in de Duitse vertaling: Grosses Lexikon der Musik - mit einem Beitrag über Musikinstrumente von Emanuel Winternitz, Gütersloh : Bertelsmann Lexikon-Verlag, 1978. 736 p., ISBN 978-3-570-08519-6
- samen met Arnold Fish: Fundamentals of sight singing and ear training, New York, Dodd, Mead, 1938; 1964. 232 p.
- Doris Humphrey, necrologie in: The Juilliard review. v 6 no 1, winter 1958-1959, pp. 13